# Salad trộn

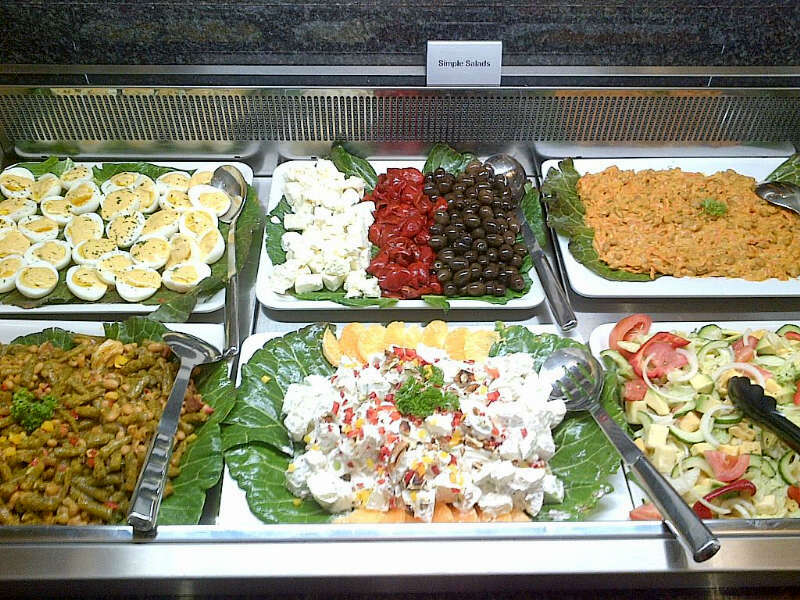
Các thành phần để trộn salad khác nhau trong buffet tự chọn

Salad/Rau trộn (tiếng Pháp: salade) hay salad, xa lát, xà lách trộn là một loại món ăn có nguồn gốc từ các nước châu Âu, đây là món hỗn hợp theo phương pháp trộn lẫn bao gồm nhiều nguyên liệu khác nhau và có nhiều loại khác nhau; chủ yếu là chế biến từ rau sống và các loại xà lách, mì, cây họ đậu, trứng, thịt, hải sản và trái cây. Salad trộn thường được chế biến từ việc trộn các nguyên liệu và tưới lên đó hỗn hợp nước sốt làm từ bơ, sữa, va ni, mayonne. Các món salad được chế biến và phân loại với các mục đích khác nhau, cụ thể, salad thường được dùng để:
- Làm món khai vị, trong trường hợp này xa lát sẽ là món kích thích cảm giác thèm ăn của thực khác.
- Xa lát là món ăn phụ và ăn kèm với món chính
- Xa lát là món chính: trong trường hợp này xa lát sẽ được chế biến nhằm tăng thêm dinh dưỡng bằng cách tăng thêm các món chứa nhiều chất đạm, đường, mỡ chẳng hạn như ức gà hay thịt bò/lợn.
- Xa lát làm món tráng miệng: trong món này xa lát được chế biến theo dạng ngọt, có thể pha thêm kem hoặc sữa tươi.

Xa lát có thể là loại xa lát nóng hoặc nguội (lạnh). Hầu hết các món Salad trộn truyền thống là các loại nguội (lạnh), mặc dù một số nơi chẳng hạn như xa lát khoai tây ở phía nam nước Đức thì là loại xa lát nóng sốt. Nhiều nhà nghiên cứu cho rằng salad đã xuất hiện lần đầu tiên ở vùng biển Địa Trung Hải, cụ thể hơn là đất nước Hy Lạp. Món Salad trộn đã xuất hiện từ lâu và dưới nhiều hình thức chế biến khác nhau. Chẳng hạn, người La Mã, người Hy Lạp cổ đại và người Ba Tư đã trộn hỗn hợp rau củ với một loại nước sốt riêng để ăn.

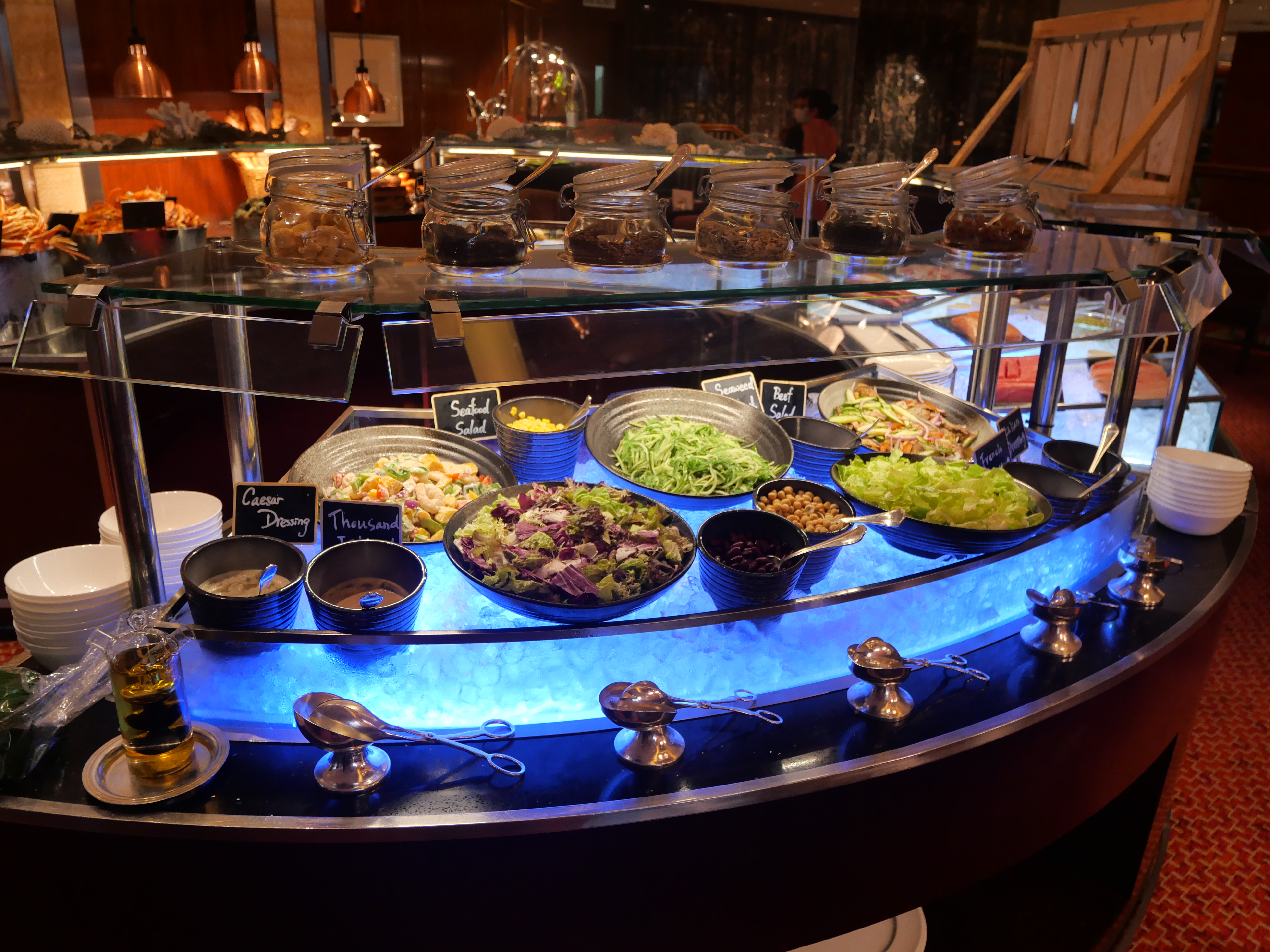
Buffet xà lách tự chọn
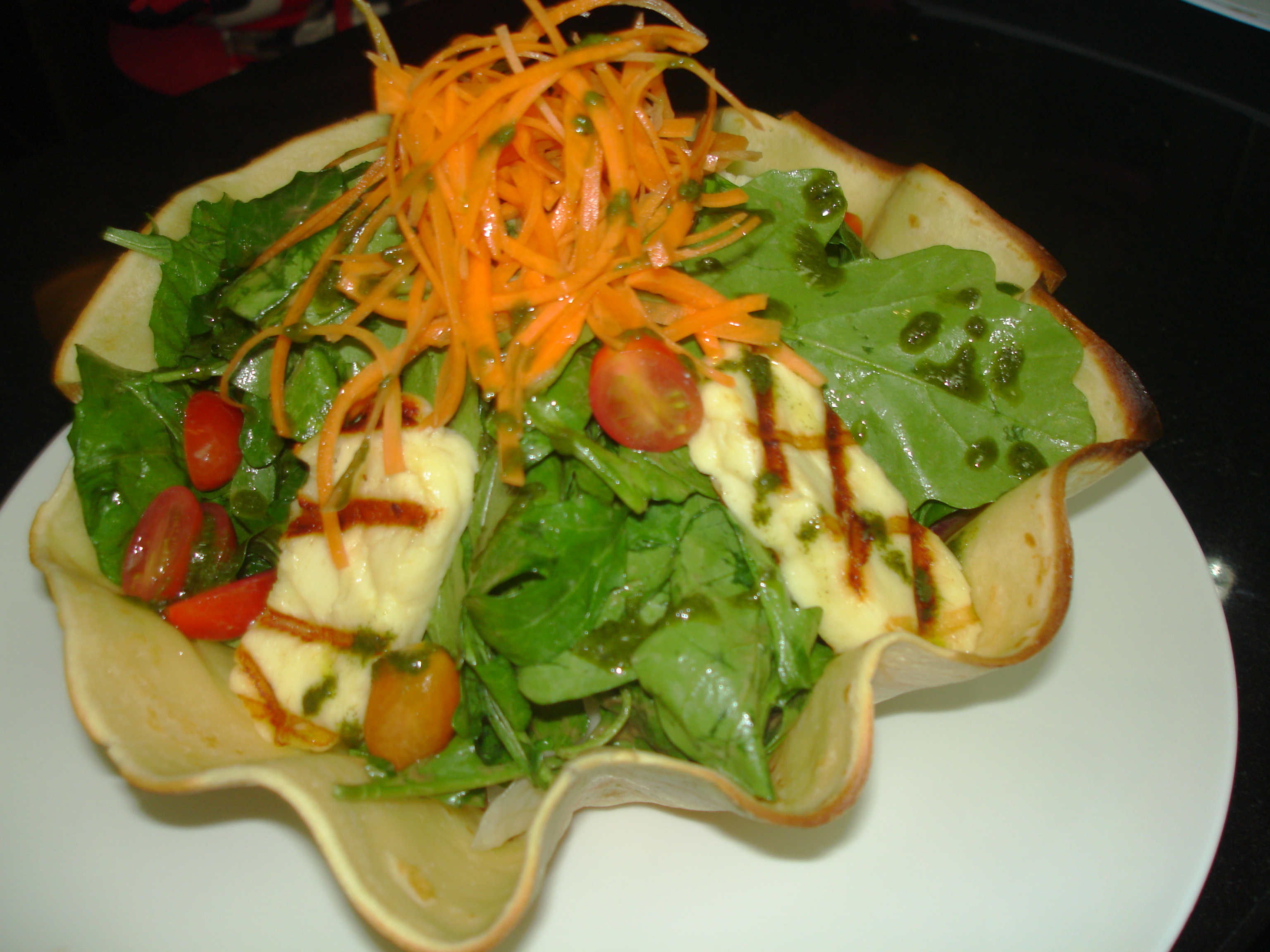
xà lách trộn với phô mai Halloumi
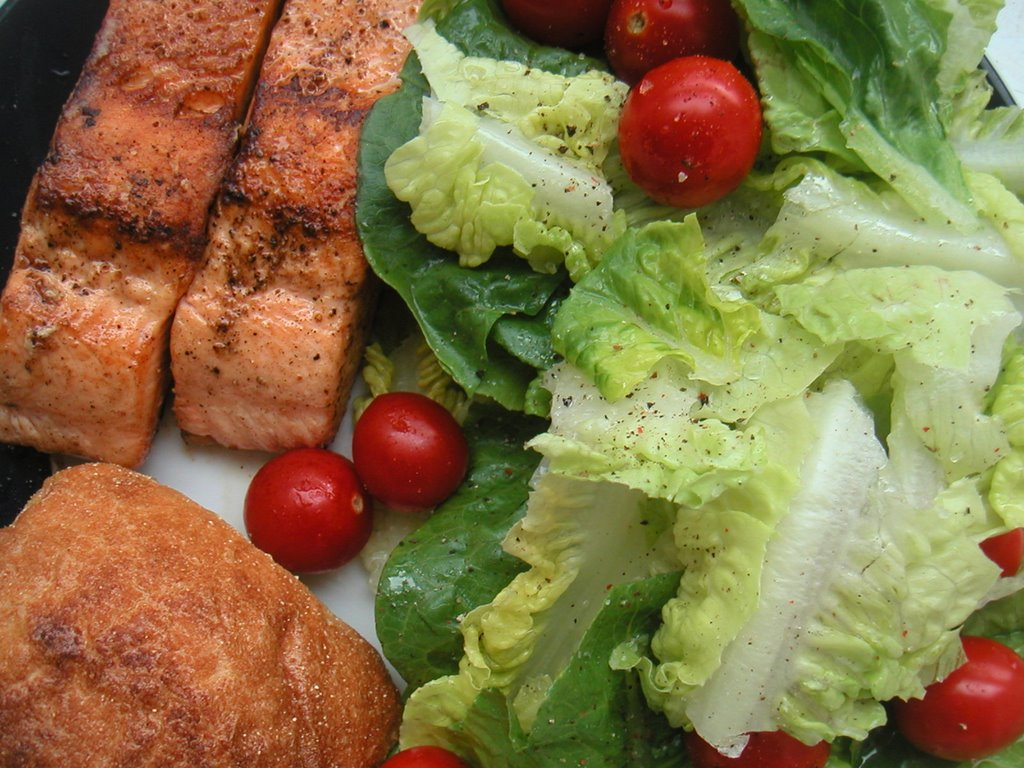
Xa lát ăn với cá hồi.
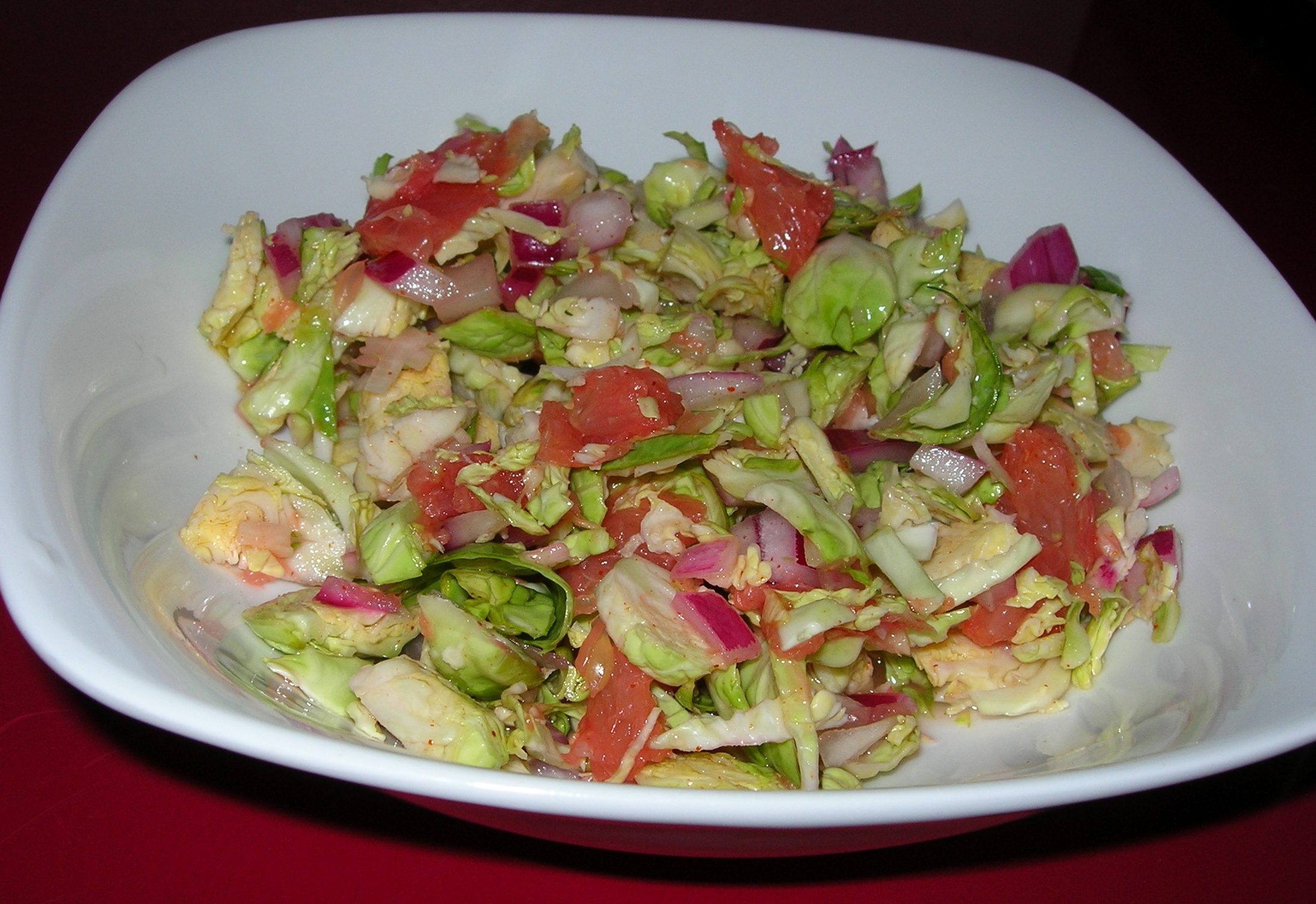
Xà lách trộn  kiểu Bỉ với bưởi
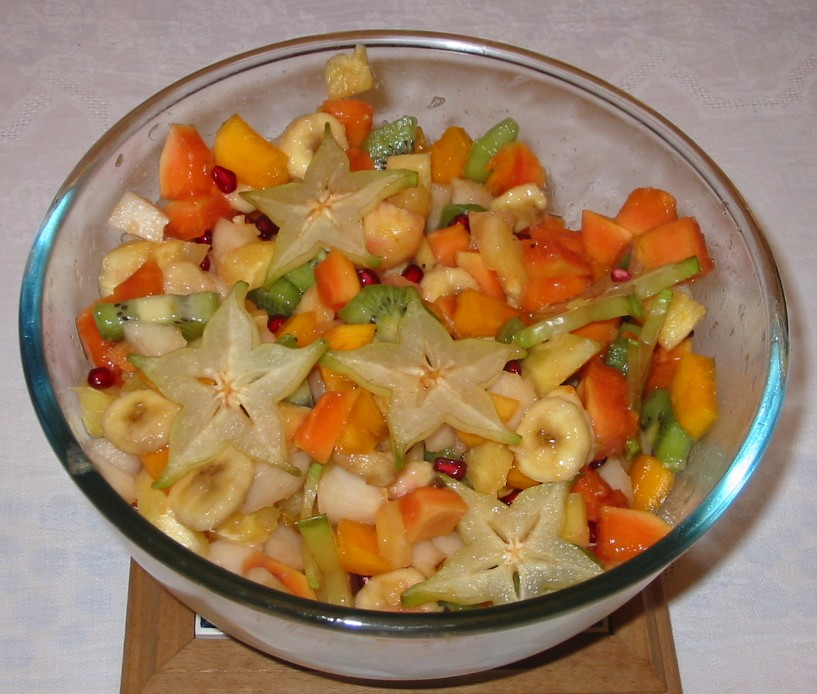
Salad trái cây
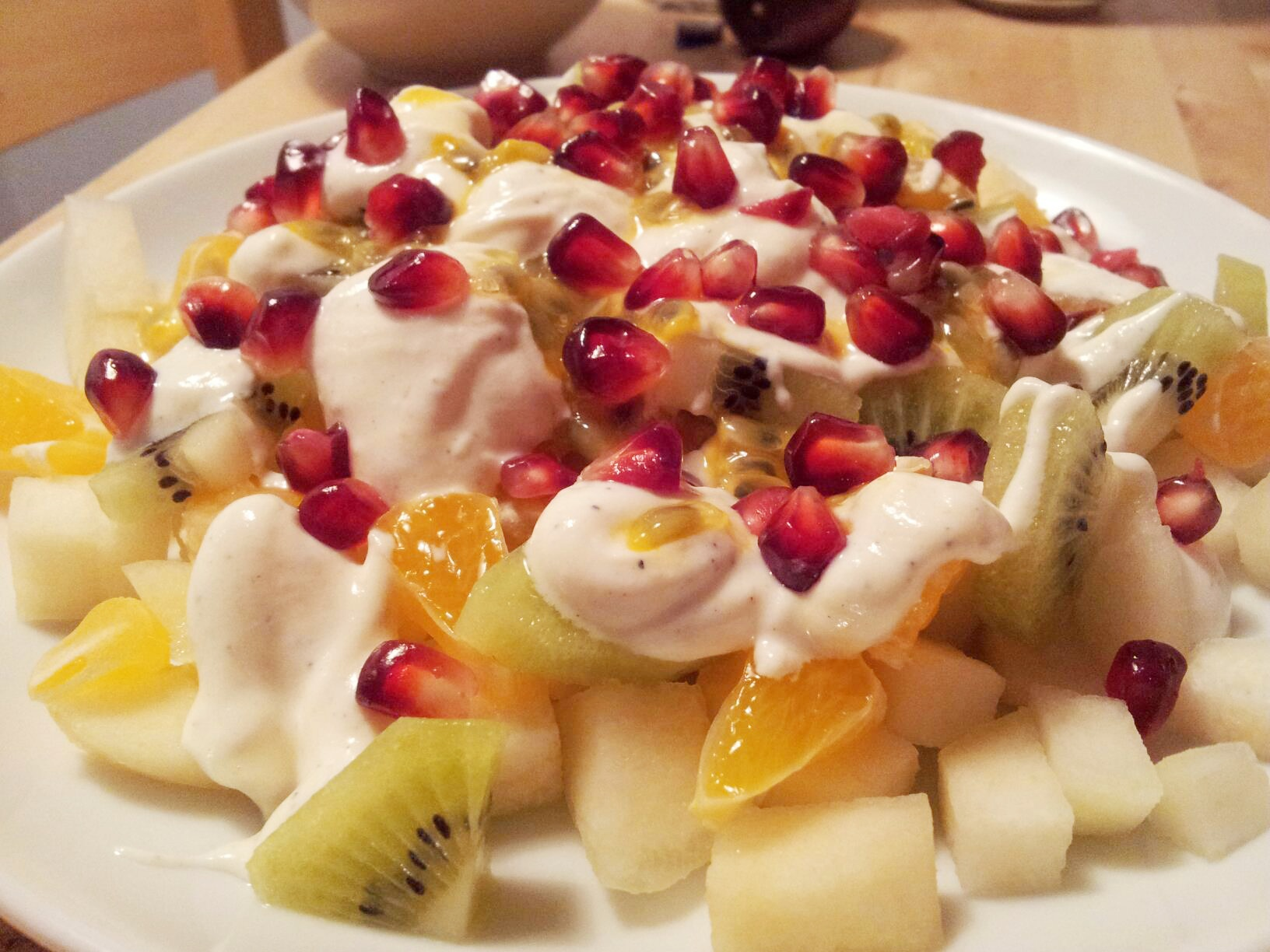
Salad trái cây
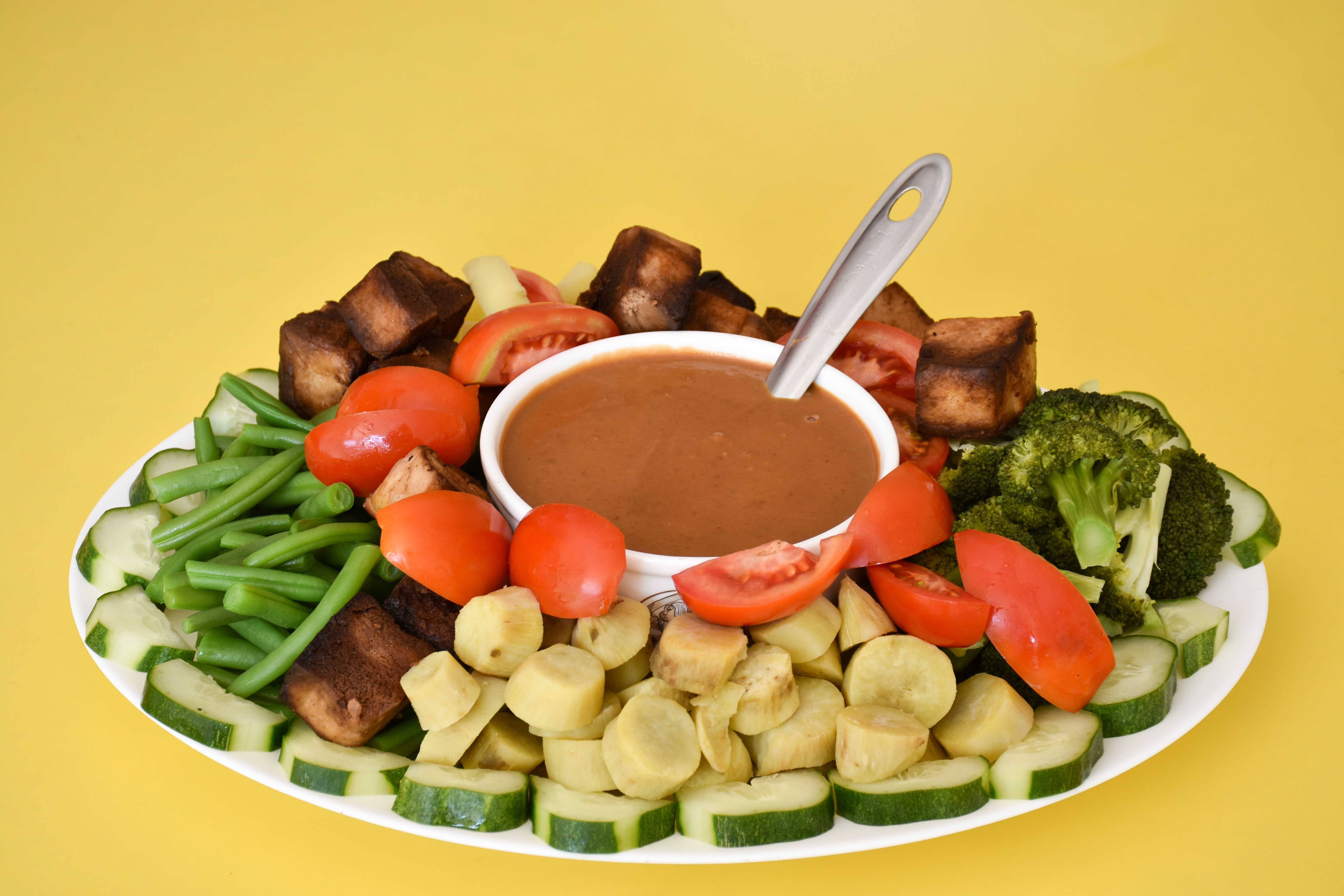
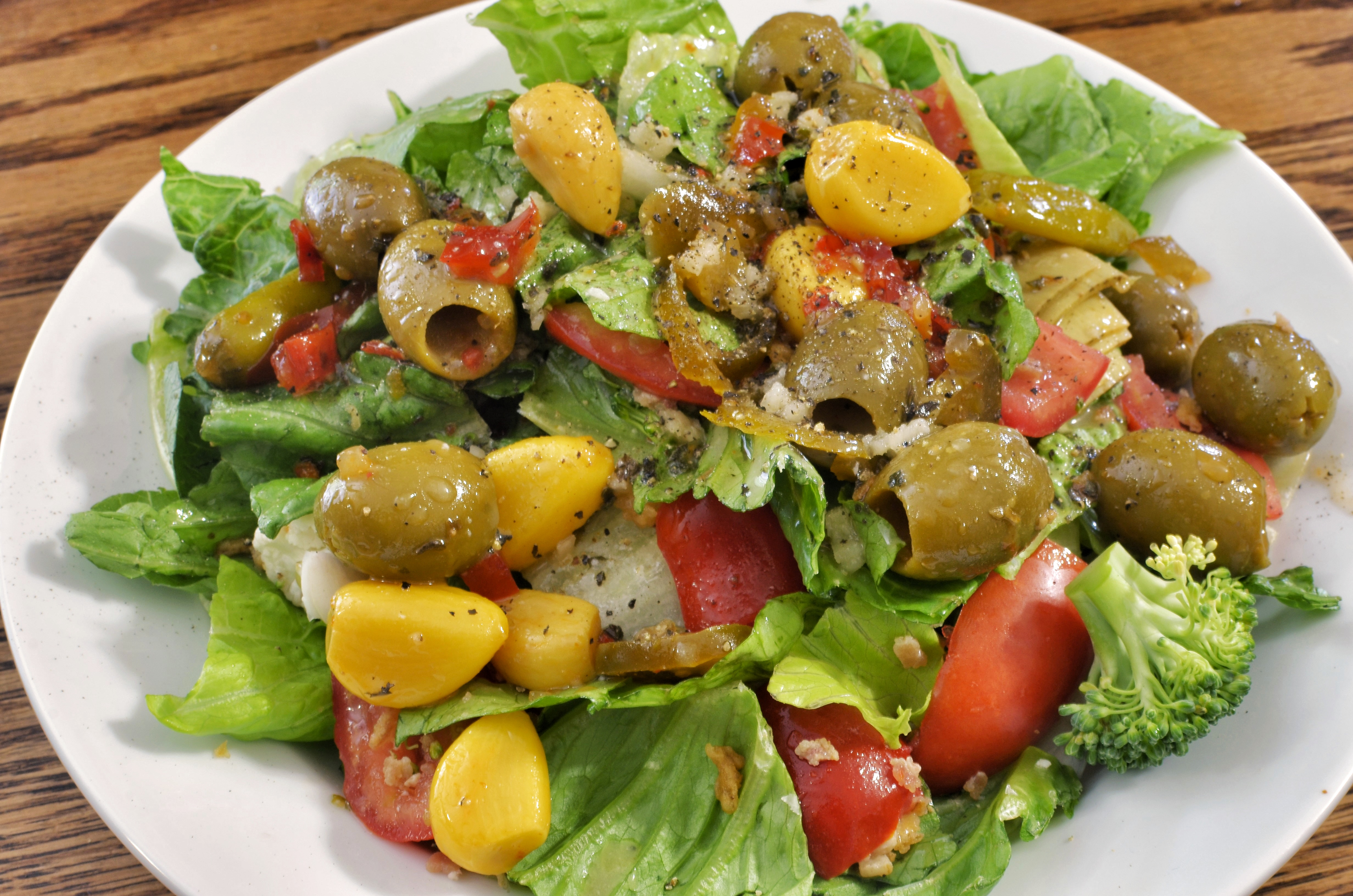
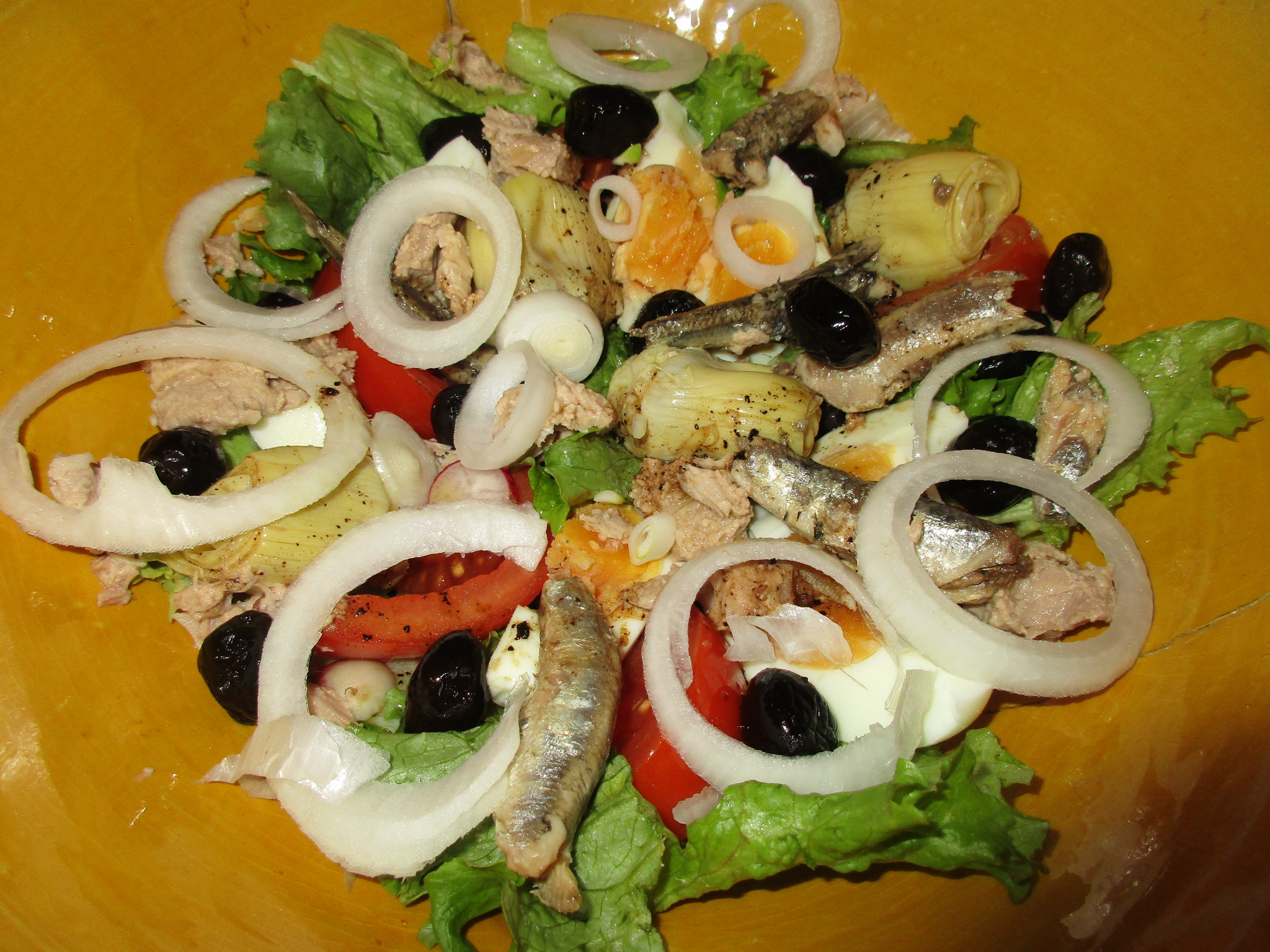
Salade niçoise với cá
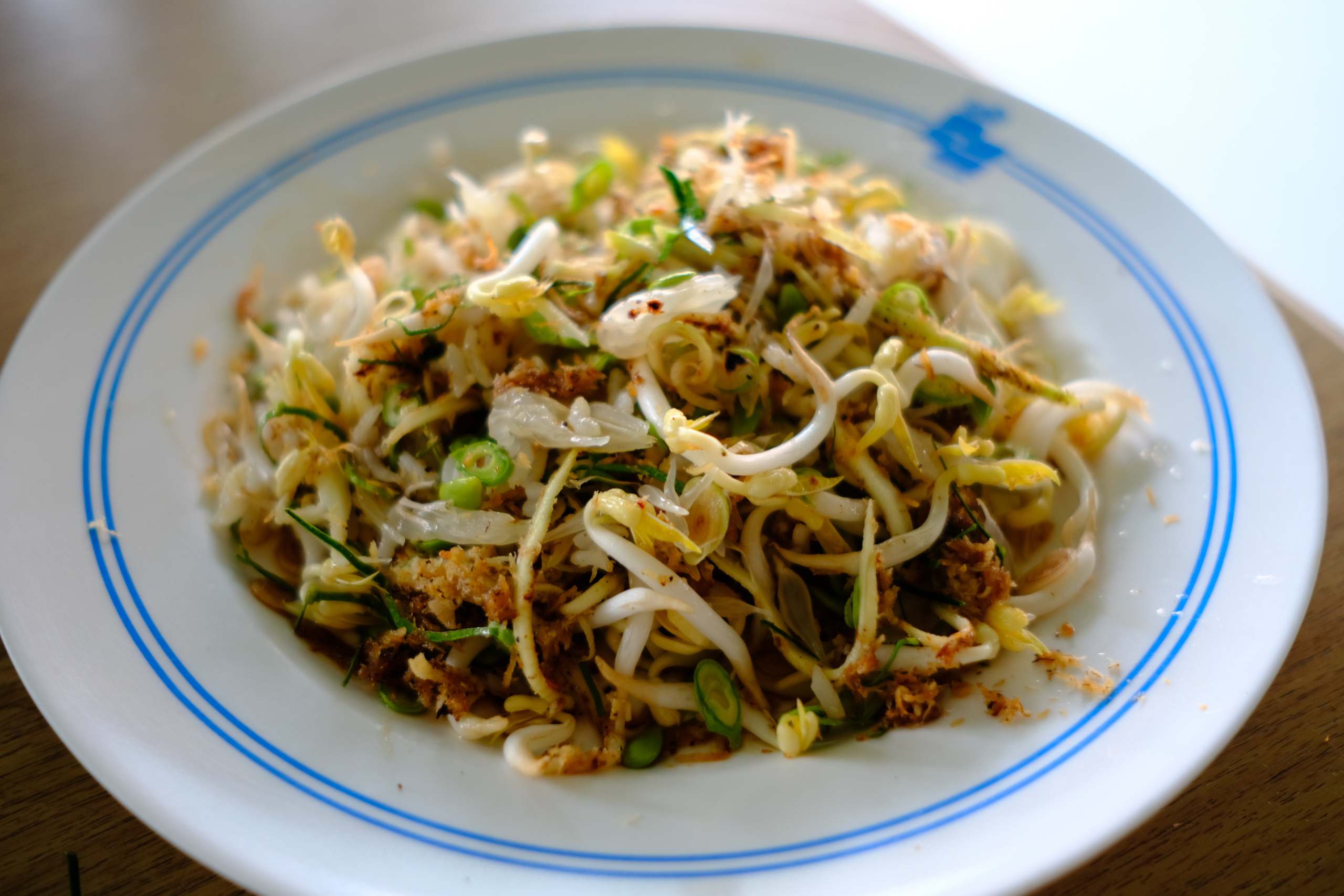
Khao yam, Xà lách Thái với bưởi, giá đỗ, lá chanh, dừa bào sợi, tôm khô ăn cùng cơm.
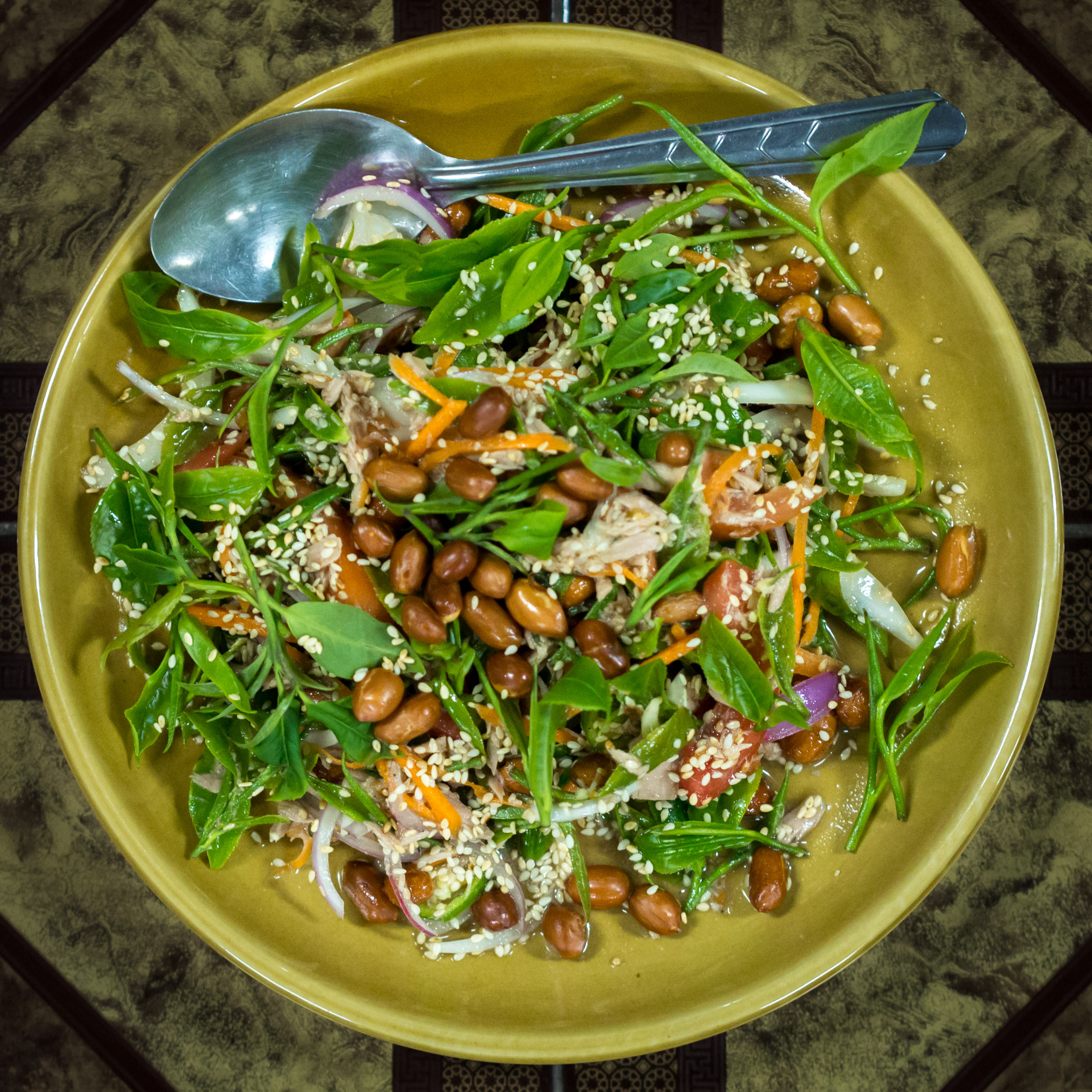
Yam bai cha, Xà lách Thái với cá thu
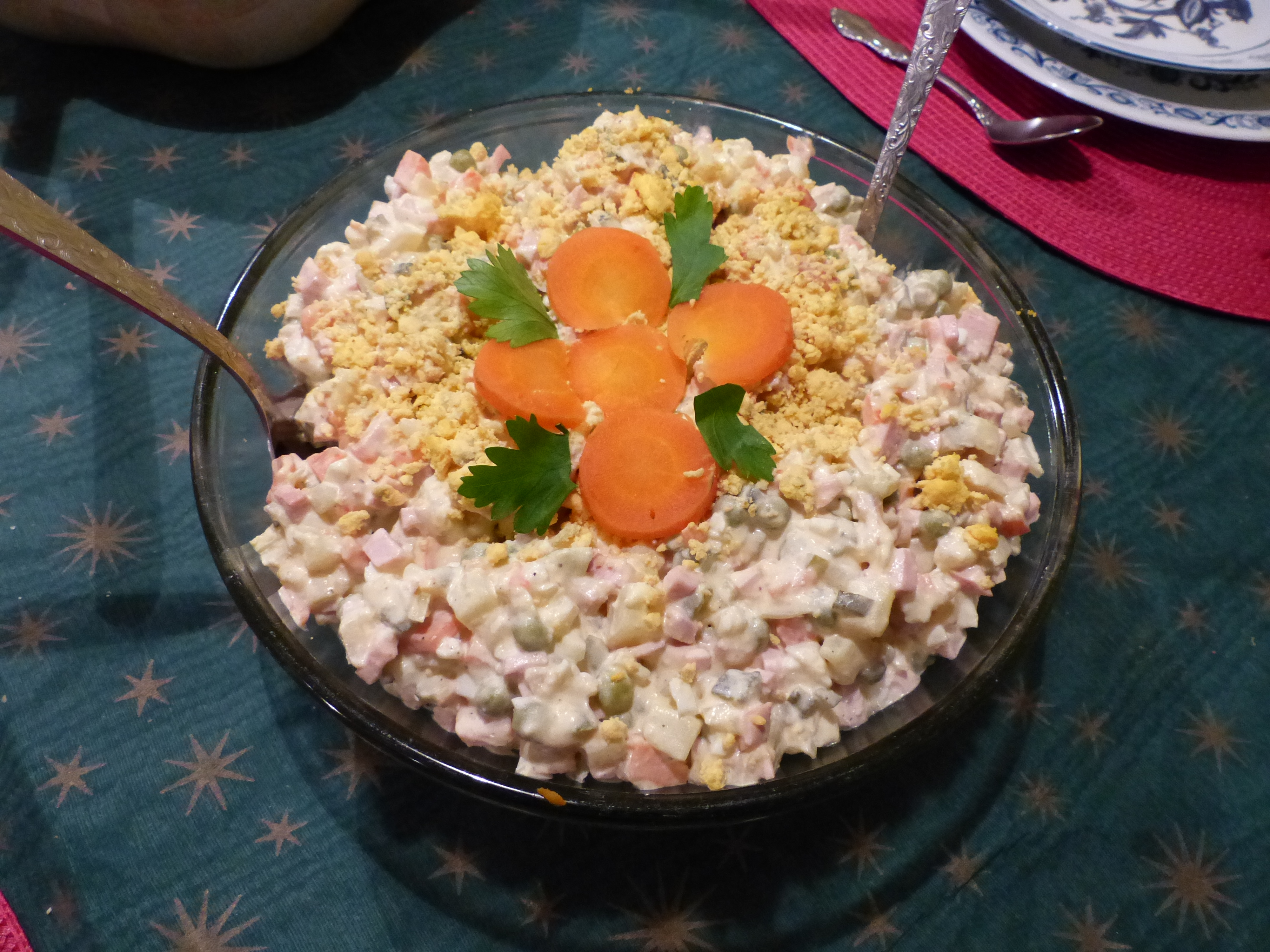
Xa lát Nga
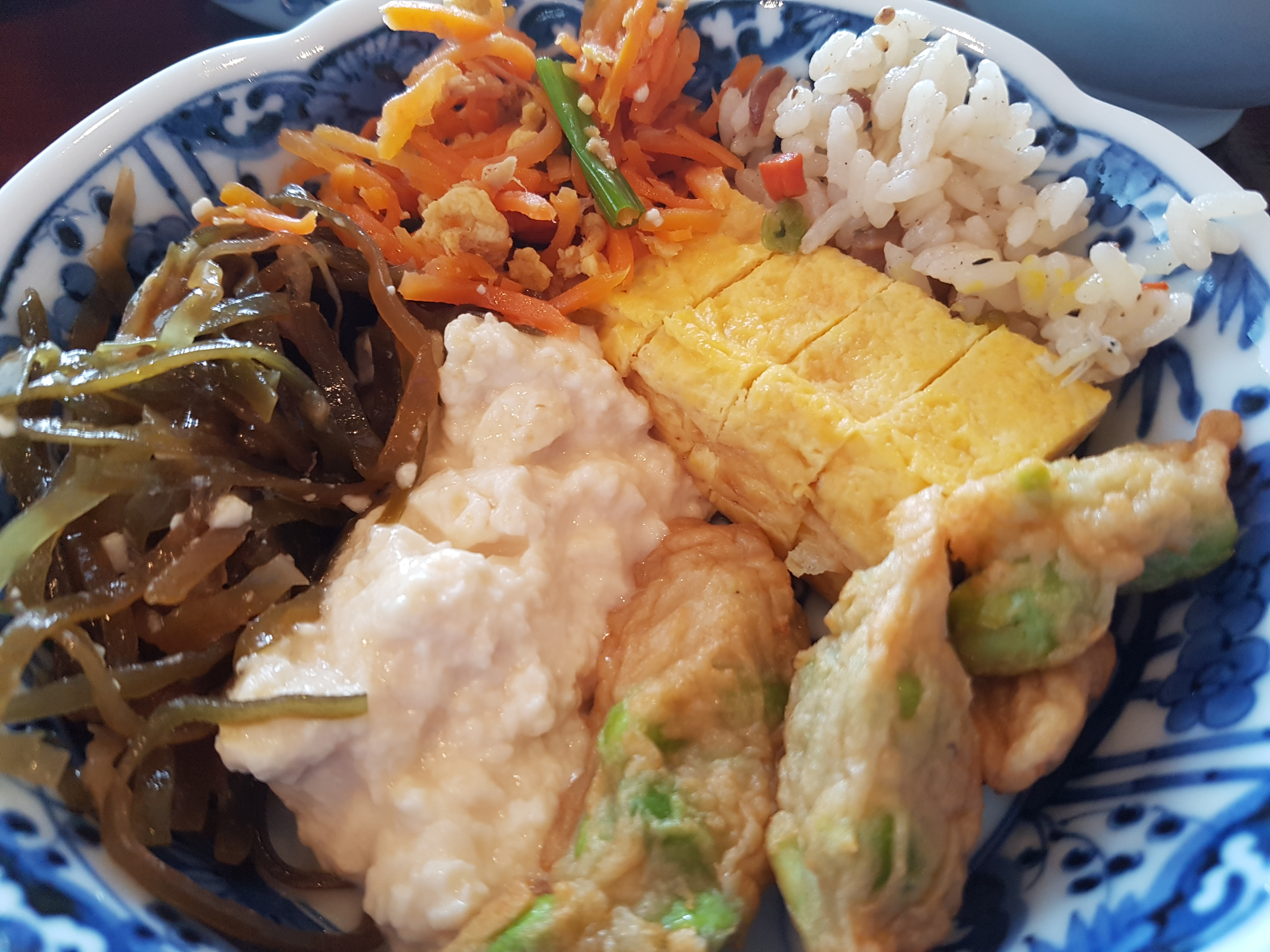
Salad Okinawan ở Nhật với Đậu phụ, trứng, cơm trộn, phô ma
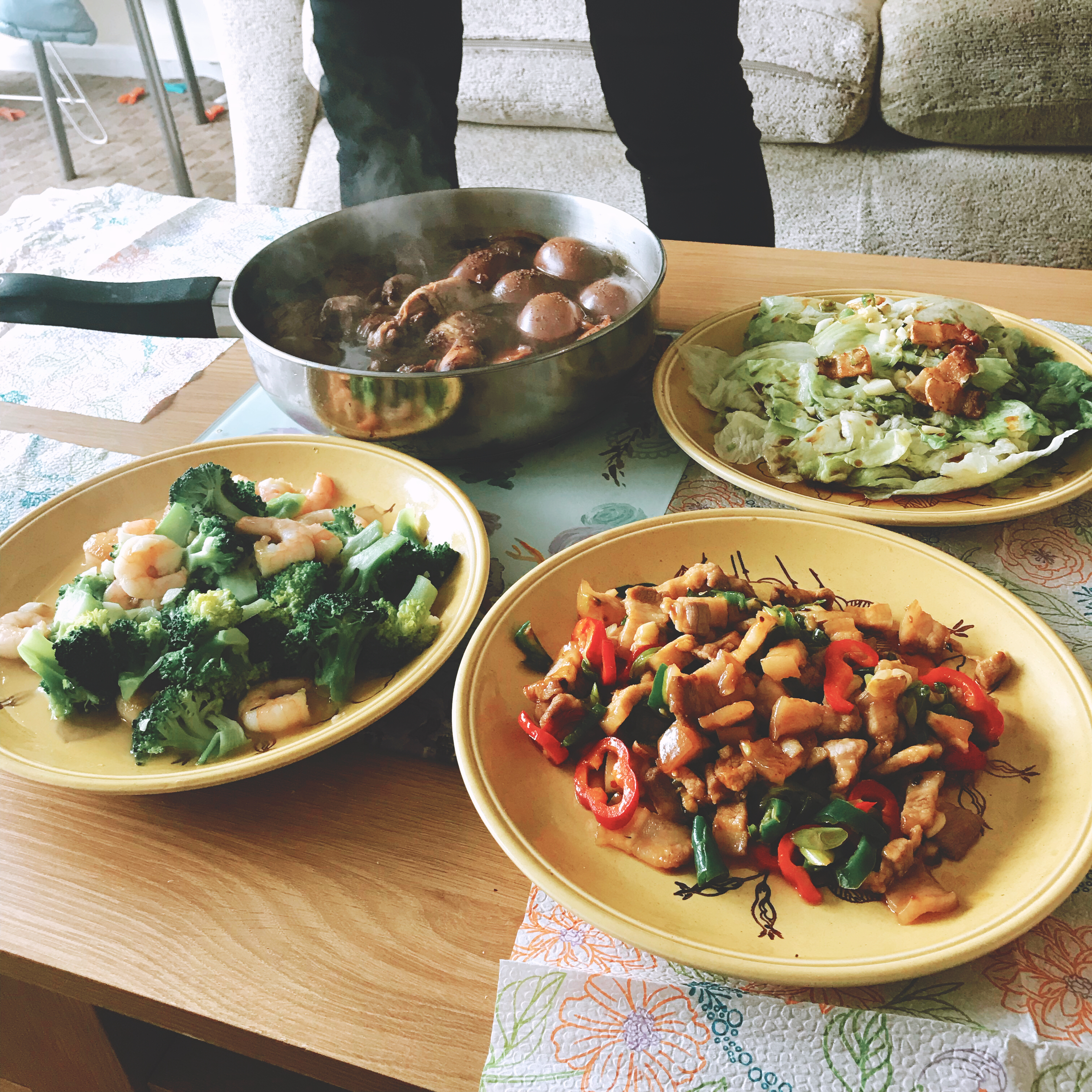
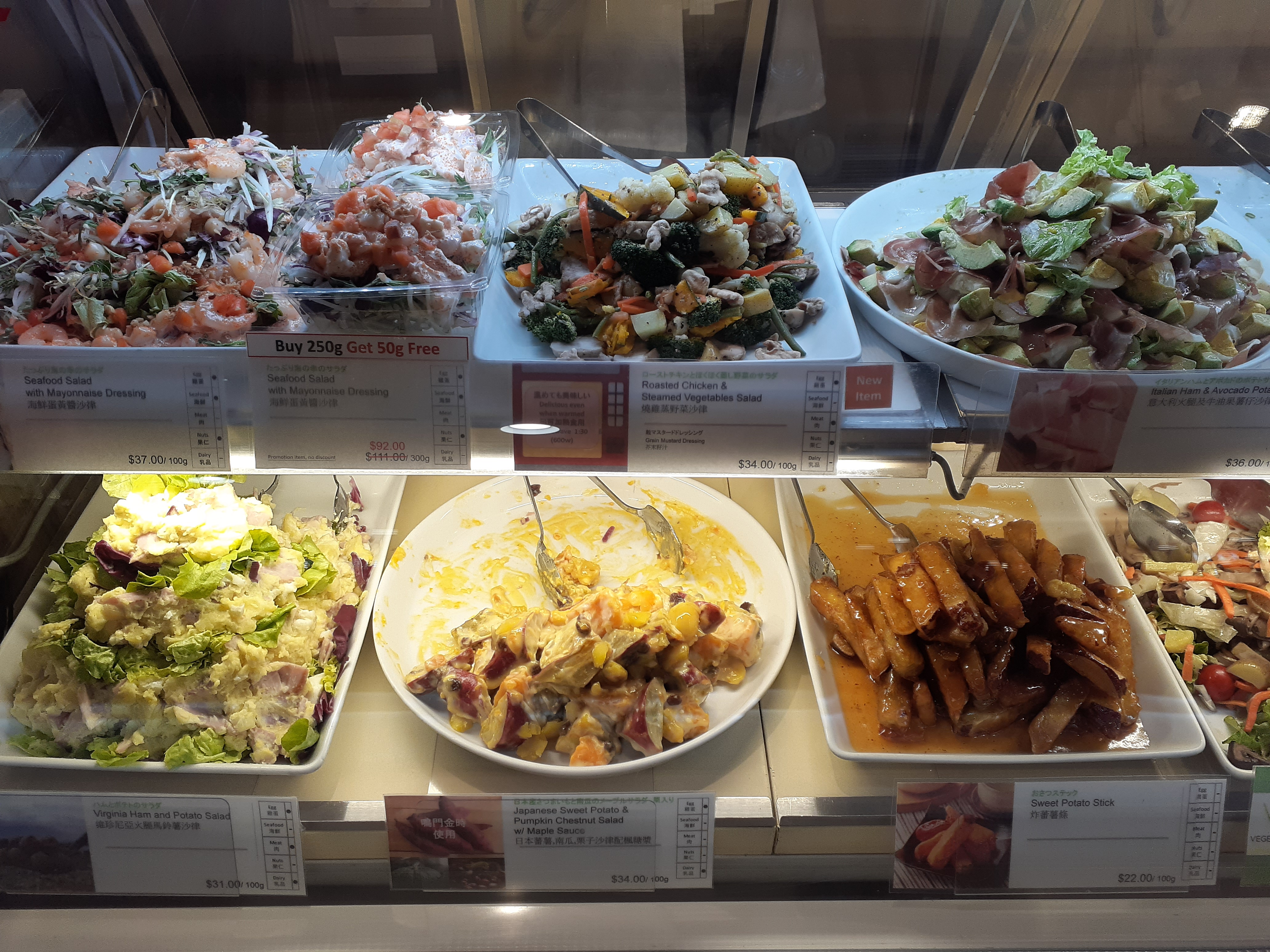
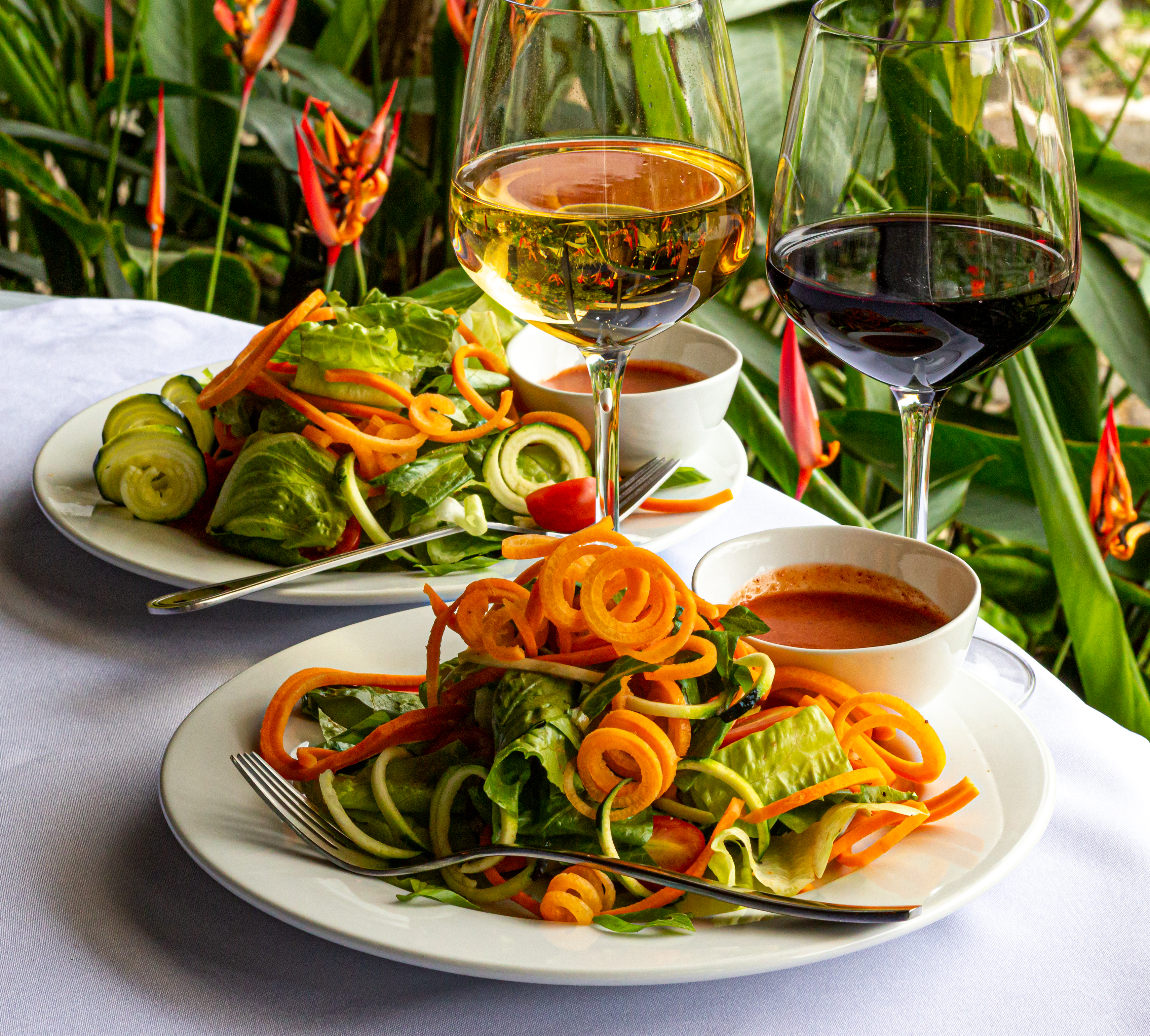
Xa lát và rượu vang